# Sis dies de Pittsburgh
Els Sis dies de Pittsburgh era una cursa de ciclisme en pista, de la modalitat de sis dies, que es corria a Pittsburgh (Estats Units d'Amèrica). La seva primera edició data del 1908 i va durar fins al 1940, amb alguns parèntesis. Jimmy Walthour, amb quatre victòries, fou el ciclista que més vegades guanyà la cursa.

## Palmarès
| Any      | Primers                                           | Segons                                      | Tercers                                              |
| -------- | ------------------------------------------------- | ------------------------------------------- | ---------------------------------------------------- |
| 1908     | Willy Fenn · Frank Kramer                         | Iver Lawson · Eddy Root                     | Walter Bardgett · Frank Galvin                       |
| 1909-33  | No disputats                                      |                                             |                                                      |
| 1934 (1) | William Peden · Jules Audy                        | Frank Bartell · Piet van Kempen             | Anthony Beckman · Reginald McNamara                  |
| 1934 (2) | William Peden · Jimmy Walthour                    | Gustav Kilian · Heinz Vopel                 | Sydney Cozens · William Peden                        |
| 1935 (1) | Alfred Crossley · Jimmy Walthour · Charles Winter | James Corcoran · Jack McCoy · Henry O'Brien | Reginald Fielding · Fred Ottevaire · Piet van Kempen |
| 1935 (2) | Gustav Kilian · Heinz Vopel                       | Alfred Crossley · Charles Winter            | Henri Lepage · William Peden                         |
| 1936     | No disputats                                      |                                             |                                                      |
| 1937     | Jules Audy · Heinz Vopel                          | Douglas Peden · William Peden               | Laurent Gadou · Gustav Kilian                        |
| 1938     | Alfred Crossley · Jimmy Walthour                  | Fred Ottevaire · Cecil Yates                | Jules Audy · Ernst Bühler                            |
| 1939     | No disputats                                      |                                             |                                                      |
| 1940     | Robert Thomas · Jimmy Walthour                    | Douglas Peden · William Peden               | Jules Audy · Heinz Vopel                             |